# Antoni Tobiasiewicz
Antoni Tobiasiewicz (ur. 9 maja 1891 w Kętach, zm. ?) – major piechoty Wojska Polskiego.

## Życiorys
Urodził się 9 maja 1891 w Kętach, w ówczesnym powiecie bialskim Królestwa Galicji i Lodomerii, w rodzinie Franciszka i Agnieszki. Był bratem Władysława (1886–1940), podpułkownika piechoty, Jana Kantego (1877–1947), księdza. W 1913 ukończył klasę VIIIB i złożył maturę w c. k. Gimnazjum III w Krakowie.
W czasie I wojny światowej razem z bratem Władysławem walczył w szeregach cesarskiej i królewskiej Armii. Ich oddziałem macierzystym był c. i k. Pułk Piechoty Nr 56. Antoni został mianowany porucznikiem ze starszeństwem z 1 września 1915 w korpusie oficerów rezerwy piechoty.
7 lipca 1919 został przyjęty do Wojska Polskiego z byłej armii austro-węgierskiej, z zatwierdzeniem posiadanego stopnia podporucznika ze starszeństwem z 1 września 1915, zaliczony do I Rezerwy armii z jednoczesnym powołaniem do służby czynnej na czas wojny i przydzielony do 12 Pułku Piechoty. 3 maja 1922 został zweryfikowany w stopniu kapitana ze starszeństwem z 1 czerwca 1919 i 1578. lokatą w korpusie oficerów piechoty. Później został przeniesiony do 52 Pułku Piechoty w Złoczowie. 27 stycznia 1930 został mianowany majorem ze starszeństwem z 1 stycznia 1930 i 65. lokatą w korpusie oficerów piechoty. W marcu tego roku został wyznaczony na stanowisko dowódcy batalionu. W marcu 1932 został przesunięty na stanowisko kwatermistrza. Na tym stanowisku pełnił służbę do 1939. W międzyczasie (w 1938) zajmowane przez niego stanowisko otrzymało nazwę „II zastępca dowódcy pułku”.

## Ordery i odznaczenia
- Krzyż Walecznych[17]
- Złoty Krzyż Zasługi (10 listopada 1938)[18][19]
- Srebrny Medal Waleczności 1. klasy (Austro-Węgry)[4]
- Srebrny Medal Waleczności 2. klasy (Austro-Węgry)[4]